# 最烂学生?3
最烂学生?3是马来西亚的2015年网络电影。由钟盛忠自编自导，并在YouTube平台播出。

## 相关电影
- 最烂学生?
- 最烂学生?2
- 最猛学生
- 爱在校园
- 最猛老师
- 中学那一年